# Стивен Стрэндж (Кинематографическая вселенная Marvel)
Сти́вен Стрэндж (англ. Stephen Strange) — персонаж медиафраншизы «Кинематографическая вселенная Marvel» (КВМ), основанный на одноимённом персонаже Marvel Comics, широко известный под своим академическим званием До́ктор Стрэндж (англ. Doctor Strange).
Доктор Стивен Стрэндж является блестящим, но высокомерным нейрохирургом, который после автокатастрофы, закончившейся гибелью его карьеры, открывает для себя магию храма «Камар-Тадж» и становится Мастером мистических искусств. Стрэндж использует свои новообретённые способности для защиты Земли, а также вступает в союз с командой «Мстители» для борьбы с Таносом. После гибели Древней он ненадолго принимает титул Верховного чародея, однако уступает эту должность Вонгу из-за 5-ти летнего Скачка. Стивен остаётся хранителем Санктум Санкторума в Нью-Йорке, а затем сталкивается с рядом проблем из Мультивселенной, открытой благодаря Питеру Паркеру.
Роль Доктора Стрэнджа в КВМ исполняет британский актёр Бенедикт Камбербэтч. Впервые Доктор Стрэндж появляется в фильме «Доктор Стрэндж» (2016) и в дальнейшем становится одной из центральных фигур в КВМ, появившись в шести фильмах по состоянию на 2023 год.
Альтернативные версии Доктора Стрэнджа из Мультивселенной появляются в мультсериале «Что, если…?» (2021), где их озвучивает Бенедикт Камбербэтч. Камбербэтч получил признание за своё выступление в роли Стрэнджа и был номинирован на несколько наград.

## Концепция и создание
Персонаж Доктора Стрэнджа изначально был создан в 1960-х годах. Художник Стив Дитко и писатель Стэн Ли описали персонажа как «детище» Дитко, который в 2008 году написал: «Я сам принёс Ли пятистраничную историю, написанную карандашом, со сценарием страницы/панели моей идеи нового, другого персонажа для разнообразия в Marvel Comics. Моего персонажа назвали Доктором Стрэнджем, потому что он появлялся в „Strange Tales“». В письме 1963 года Джерри Бэйлзу Ли написал:

«Что же, у нас есть новый персонаж в работе над „Strange Tales“ (всего лишь 5-страничный материал, названный Доктором Стрэнджем). Стив Дитко собирается нарисовать его. В нём есть что-то вроде темы чёрной магии. В первой истории нет ничего особенного, но, возможно, мы сможем что-то сделать с ним — это была идея Стива, и я решил, что мы дадим ей шанс, хотя опять же, нам пришлось слишком торопиться с первой. Изначально мы решили назвать его Мистером Стрэнджем, но подумали, что „Мистер“ слишком похож на Мистера Фантастика – теперь, однако, я помню, что совсем недавно в одном из наших журналов был злодей по имени Доктор Стрэндж, надеюсь, это не будет слишком запутанным!»
После фильма «Доктор Стрэндж» (1978), различные воплощения Доктора Стрэнджа на экране находились в разработке с середины 1980-х годов, пока Paramount Pictures не приобрела права на экранизацию в апреле 2005 года от имени Marvel Studios. В середине 2000-х Кевин Файги понял, что Marvel по-прежнему владеет правами на основных персонажей Мстителей, в том числе на Стрэнджа. Файги, будучи самопровозглашённым «фанатом», мечтал создать общую вселенную точно так же, как авторы Стэн Ли и Джек Кирби сделали со своими комиксами в начале 1960-х годов. В 2004 году Дэвид Майзел был принят на работу в качестве главного операционного директора Marvel Studios, поскольку у него был план студии по самофинансированию фильмов. Marvel заключила с Merrill Lynch долговую структуру без права регресса, в соответствии с которой Marvel получила $ 525 миллионов на создание максимум 10 фильмов на основе собственности компании в течение восьми лет, обеспеченных определёнными правами на фильмы в общей сложности на 10 персонажей, включая Доктора Стрэнджа. Томас Дин Доннелли и Джошуа Оппенгеймер были привлечены к работе в июне 2010 года, чтобы написать сценарий. В июне 2014 года Скотт Дерриксон был нанят, чтобы снять и переписать фильм вместе с Джоном Спэйтсом. Актёр Бенедикт Камбербэтч был выбран на роль Стрэнджа в декабре 2014 года, что потребовало изменения графика, дабы обойти другие его обязательства. Это дало Дерриксону время самому поработать над сценарием, и он привлёк на помощь Роберта Каргилла. Основные съёмки фильма начались в ноябре 2015 года в Непале, затем переехали в Великобританию и Гонконг и завершились в Нью-Йорке в апреле 2016 года.

## Характеристика

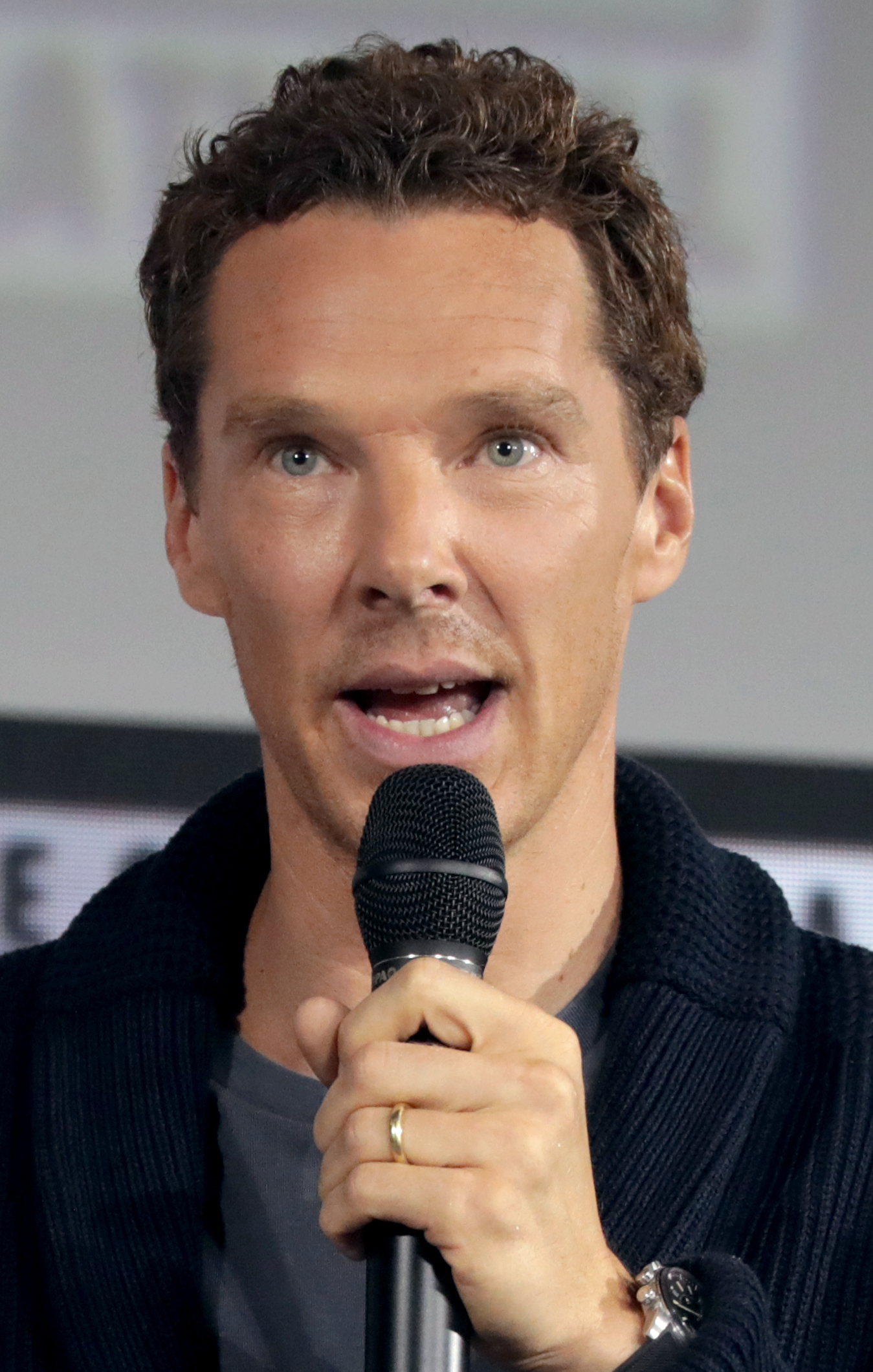
Камбербэтч на «San Diego Comic-Con» 2019

В своём первом полнометражном появлении в КВМ Доктор Стрэндж — нейрохирург, который после автокатастрофы отправляется в путешествие с целью излечения и обнаруживает скрытый мир магии и альтернативных измерений. Камбербэтч назвал Стрэнджа высокомерным, а фильм «о том, как он перешёл от места, где, как думает, знает всё, к пониманию того, что не знает ничего». Актёр сравнил персонажа с версией Шерлока Холмса, которую он играл в сериале «Шерлок» (2010—2017), назвав обоих «умными» и имеющими «оттенки одного цвета». Мистика фильма нашла отклик у Камбербэтча: он преподавал английский язык в тибетском буддийском монастыре в Дарджилинге (Индия). Способности Стрэнджа в фильме включают в себя произнесение заклинаний с «ироничными забавными названиями», создание мандал света для щитов и оружия, а также создание порталов для быстрого перемещения по миру. Летать Стрэнджу позволяет Плащ левитации, а Глаз Агамотто содержит Камень Бесконечности, который может управлять временем. Камбербэтч очень тщательно определял физические движения и жесты для заклинаний, зная, что они будут отмечены и изучены фанатами. Он описал эти жесты как «балетные» и «очень динамичные»; с движениями пальцев ему помогал танцор Джулиан «JayFunk» Дэниэлс.
Позже Стрэндж становится мастером мистических искусств. Маркус и Макфили описали Стрэнджа в фильме «Мстители: Война бесконечности» (2018) как «[в конце концов] ставшего разумным взрослым». Аарон Лазар был заменяющим Камбербэтча, пока тот не завершил съёмки в фильме «Война токов» (2017). Камбербэтч переснял сцены, где нужно было видеть его лицо. Джулиан «JayFunk» Дэниэлс также помогал Камбербэтчу с движениями пальцев в фильме.
В фильме «Доктор Стрэндж: В мультивселенной безумия» (2022) сценарист Майкл Уолдрон сравнил Стрэнджа с Индианой Джонсом, как героя, способного «принять удар на себя», но с интеллектом повара Энтони Бурдена и добавил, что он «отличный герой приключений, за которым хочется наблюдать, как он надирает задницу». Уолдрон надеялся исследовать, как повлияют на Стрэнджа события, через которые он прошёл в своих предыдущих появлениях в КВМ. Камбербэтч также изображает трёх альтернативных версий персонажа: внешне героическое воплощение, основанное на версии персонажа из серии комиксов «Защитники» (2011); бывшего Верховного Чародея Земли-838 и основателя команды «Иллюминаты»; а также мрачную версию, испорченную книгой «Даркхолд».

## Появления персонажа

### Фильмы
Британский актёр Бенедикт Камбербэтч исполняет роль Доктора Стивена Стрэнджа в фильмах «Доктор Стрэндж» (2016), «Тор: Рагнарёк» (2017), «Мстители: Война бесконечности» (2018), «Мстители: Финал» (2019), «Человек-паук: Нет пути домой» (2021) и «Доктор Стрэндж: В мультивселенной безумия» (2022), где он также исполняет роль трёх альтернативных версий персонажа.

### Анимация
Бенедикт Камбербэтч также озвучивает альтернативную версию Стивена Стрэнджа под названием «Верховный» Стрэндж в трёх эпизодах первого сезона сериала Disney+ «Что, если…?» (2021): «What If… Doctor Strange Lost His Heart Instead of His Hands?», «What If… Ultron Won?» и «What If… the Watcher Broke His Oath?», также альтернативная версия Стивена, заражённая квантовым зомби-вирусом появляется в эпизоде «What If… Zombies?!». Альтернативная версия персонажа также появится в сериале «Ваш дружелюбный сосед Человек-паук» (2024). Стивен Стрэндж и Питер Паркер / Человек-паук упоминаются в фильме «Человек-паук: Паутина вселенных» (2023) от Sony Pictures Animation и их взаимодействие с Мультивселенной в фильме «Человек-паук: Нет пути домой» (2021).

## Биография персонажа

### Ранняя жизнь
В неопределённое время, Стивен Стрэндж вместе со своей сестрой Донной Стрэндж выходит на лёд на озере, и в процессе прогулки Донна Стрэндж проваливается под лёд и погибает. Мучимый совестью за потерю сестры, Стрэндж становится ведущим специалистом в области нейрохирургии, проводя сложнейшие операции.
В 2012 году, во время битвы за Нью-Йорк, Стрэндж продолжает делать операции, спасая жизни людей.

### Становление Мастером мистических искусств

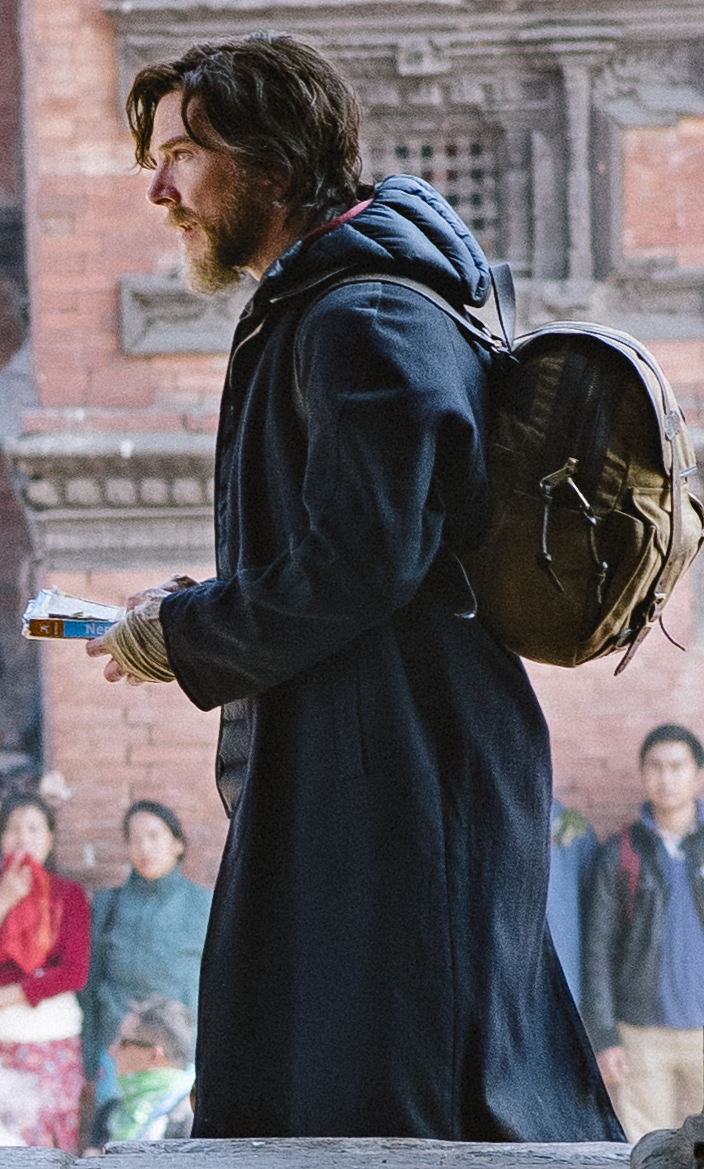
Бенедикт Камбербэтч на съёмочной площадке «Доктора Стрэнджа» в 2015 году.

В 2016 году Стивен Стрэндж, являясь богатым и известным, но высокомерным нейрохирургом, приглашает свою бывшую возлюбленную доктора Кристину Палмер на форум по нейрохирургии, однако та отказывается. Стивен отправляется на форум по нейрохирургии один, однако по пути Стивен попадает в автокатастрофу и серьёзно повреждает руки, в результате чего он теряет работу. Кристина Палмер пытается помочь ему двигаться дальше, но Стрэндж игнорирует её попытки и тщетно пытается исцелить свои руки ценой своего богатства. Стрэндж, на курсах по восстановлению работоспособности рук узнаёт о Джонатане Пэнгборне — парализованном пациенте, которого Стивен когда-то отказался оперировать и узнаёт о том, что Джонатан снова стал ходить. Стивен находит Джонатана и расспрашивает его, каким образом тот сумел излечиться. Пэнгборн рассказывает Стрэнджу об учителе в Камар-Тадже в Непале, где он смог излечиться, куда на последние деньги и отправляется Стивен. В поисках Камар-Таджа Стивен оказывается в переулке, где на него нападают местные грабители и пытаются украсть его часы «Jaeger-LeCoultre», однако его спасает Карл Мордо и отводит в Камар-Тадж.
Стивен расспрашивает Древнюю о том, как исцелился Пэнгборн, и та показывает Стивену различные иллюстрации акупунктуры и МРТ. Стивен не верит Древней и начинает хамить ей, в результате чего она выталкивает астральное тело Стрэнджа в астральное измерение и возвращает обратно. Затем, Древняя, сказав Стрэнджу, что он ещё многого не знает, отправляет его через различные измерения. Шокированный Стивен просится к ней в ученики, однако Древняя выгоняет Стрэнджа. Однако, после совета Мордо, Древняя все же соглашается обучать Стивена.
Стивен успешно обучается магии, знакомится с Мастером Хамиром и новым библиотекарем Вонгом, а также узнаёт о предательстве Кецилия. Мордо рассказывает Стивену о том, что магию можно заключать в артефакты и что чародейские предметы могут сами выбирать себе владельца. Однажды вечером Стивен выбирает книгу Калиостро и читает об артефакте «Глаз Агамотто», содержащим в себе один из Камней Бесконечности — Камень Времени. Стивен активирует Камень и тренируется на яблоке, а затем восстанавливает вырванные страницы из книги Калиостро и узнаёт о Тёмном измерении и Дормамму — властителе Тёмного измерения. Однако его останавливают Мордо и Вонг. Вонг рассказывает Стивену, что такие герои, как Мстители защищают мир от материальных угроз, в то время как Мастера мистических искусств защищают мир от магических угроз. Мастер Агамотто, создавший Глаз Агамотто, в древности построил три храма Чародеев на Земле — в Нью-Йорке, Лондоне и Гонконге, у каждого из которых есть свой хранитель. Храмы образуют магический щит вокруг планеты, а целью Мастеров и Чародеев является защита этих храмов. Также Стрэндж узнаёт, что Кецилий желает погрузить Землю в Тёмное измерение.
Неожиданно, Кецилий нападает и уничтожает храм в Лондоне, в результате чего Стивен попадает в храм в Нью-Йорке. Появляется Кецилий, ранит хранителя храма и вступает в сражение со Стивеном. В процессе сражения, Стивена выбирает Плащ Левитации, спасает от гибели и помогает обездвижить Кецилия. Кецилий объясняет Стивену, что их целью является освобождение людей от сил времени, поскольку оно является единой непобедимой силой, которой нет в Тёмном измерении, поскольку оно находится вне времени. Из-за того, что в процессе сражения Стивен потерял своё двойное кольцо, его тяжело ранит зилот Кецилия — Люциан. Стивен телепортируется в свою больницу, в которой раньше работал и вызывает Кристину, которая спасает его от гибели. В процессе операции, Стивен сражается с Люцианом в Астральном измерении и убивает его переизбытком магической энергии. Стрэндж возвращается в храм в Нью-Йорке. К нему присоединяются Мордо и Древняя. Стрэндж обвиняет Древнюю в использовании энергии из Тёмного измерения для продления своей жизни. Кецилий освобождается, и готовится уничтожить храм. Стивен переносит всех в зеркальное измерение, в результате чего магический взрыв не влияет на реальный мир. Однако Мордо сообщает Стивену, что Тёмное и Зеркальное измерения связаны, и силы Кецилия и его зилотов только усилились, в результате чего Стивен и Мордо попадают в ловушку. Появляется Древняя и используя силу Тёмного измерения, сражается с Кецилием в процессе чего Кецилий серьёзно ранит Древнюю выталкивает её в портал, сбрасывая с большой высоты. Стрэндж отправляет Древнюю в больницу и замечает, что та находится в Астральном измерении. Древняя сообщает Стрэнджу, что тот, если захочет, без труда сможет вылечить свои руки, и что благодаря Глазу она предвидела свою гибель. Она говорит Стрэнджу, что иногда ради всеобщего блага приходится нарушать правила, и что самому Стивену тоже придётся их нарушить. Древняя умирает, а Стивен перемещается в Камар-Тадж.
Убедив Мордо присоединиться после обмана Древней, Стивен открывает портал к последнему храму в Гонконге. Когда они прибывают к храму, он оказывается уже разрушен, Вонг — хранитель храма мёртв, и в мир начинает проникать энергия Тёмного измерения. Стрэндж активирует Камень Времени и начинает глобальную перемотку времени в обратную сторону, постепенно отменяя разрушения, и проникновение энергии из Тёмного измерения.
Кецилий и зилоты преодолевают влияние времени, и начинают сражение со Стивеном, Мордо и воскрешённым Вонгом. В результате сражения, Стивен падает, полностью останавливая время и, вспоминая, что над Тёмным измерением оно не властно, отправляется в Тёмное измерение. Стивен создаёт с помощью Камня временную петлю и встречает Дормамму. Поскольку измерение Дормамму находится вне времени, он не способен разорвать временную петлю, и поэтому оказывается у Стивена в плену. Дормамму соглашается забрать Кецилия и зилотов и оставить Землю в покое, а Стрэндж разрывает петлю времени. Кецилия и его зилотов с мучениями затягивает в Тёмное измерение. Стрэндж, с помощью Камня полностью отменяет все разрушения в городе. Стивен возвращает Глаз Агамотто в Камар-Тадж и становится хранителем храма в Нью-Йорке.
В 2017 году, когда Тор и Локи прибывают в Нью-Йорк, Стрэндж засекает присутствие Локи и помещает его в пространственную ловушку. Затем, Стивен приглашает Тора в Санктум Санкторум, где впоследствии расспрашивает его о причинах, по которым он привёл Локи на Землю. Тор объясняет, что они ищут своего отца Одина, однако Стивен сообщает Тору, что Один находится в Норвегии в изгнании. Узнав, что по нахождению Одина асгардцы уйдут, Стрэндж соглашается ему помочь. Стивен, используя волос Тора, открывает портал в Норвегию, освобождает Локи и отправляет обоих через портал.

### Противостояние с Таносом и воскрешение

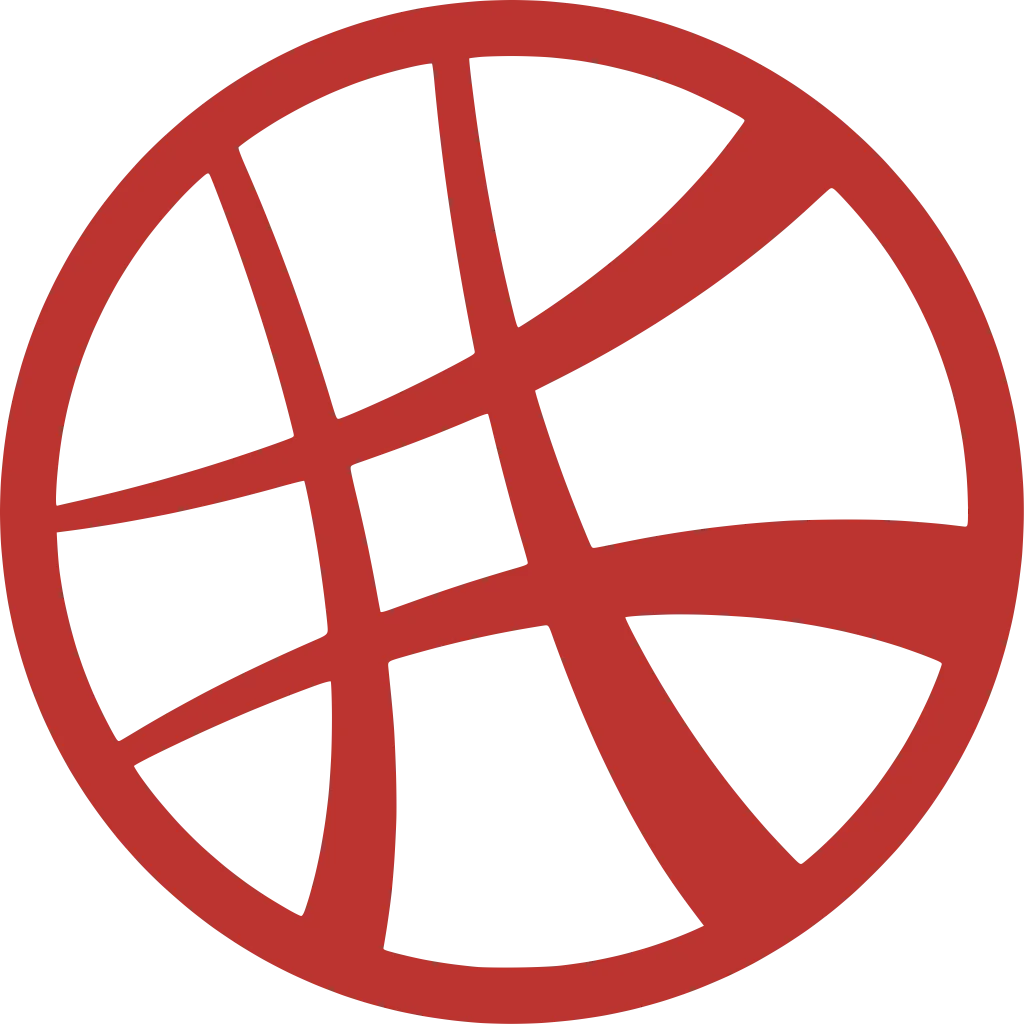
Логотип Санктума Санкторума в Нью-Йорке, в котором проживает Стрэндж в качестве хранителя храма

В 2018 году, во время разговора Стрэнджа и Вонга в Санктум Санкторум аварийно приземляется Брюс Бэннер в обличье Халка и предупреждает Стрэнджа и Вонга о Таносе и его походе за Камнями Бесконечности. Стрэндж находит Тони Старка и просит его помощь. В Санктум Санкторуме, Вонг и Стрэндж объясняют Старку и Бэннеру, что такое Камни Бесконечности и что замышляет Танос. Старк предлагает уничтожить Камень Времени, однако Стрэндж отказывается это делать. Внезапно в Нью-Йорк прибывают Эбеновый Зоб и Кулл Обсидиан, чтобы забрать Камень. Стрэндж, Вонг, Старк и Бэннер выходят к ним, и начинают битву. Стрэндж и Вонг выступают против Эбони Мо, в результате чего Мо захватывает Стрэнджа, после того, как не смог забрать амулет с Камнем ввиду защитного заклинания. Стивена вытаскивает его Плащ, и его так же ловит прибывший Питер Паркер, однако Стрэнджа все равно захватывают и помещают на инопланетных корабль. Однако Старк и Паркер проникают на корабль, убивают Зоба и спасают Стрэнджа. Приземлившись на планете Титан, троица встречает Питера Квилла, Дракса Разрушителя и Мантис и вместе разрабатывает план борьбы с Таносом. В ожидании Таноса, Стрэндж использует Камень Времени, и просматривает 14 000 625 возможных вариантов событий будущего, и видит только одно, в котором Танос проигрывает. Группа вместе с Небулой сражается с Таносом, и им почти удаётся снять с него Перчатку Бесконечности с Камнями Бесконечности, но разъярённый Квилл непреднамеренно своими действиями освобождает Таноса. После короткой дуэли с Таносом, Стрэндж терпит поражение, теряя сознание. Затем, очнувшись, и видя, что Танос готовится уничтожить Старка, Стрэндж, в обмен на жизнь Старка отдаёт Таносу Камень Времени. Как только Танос щёлкает пальцами, Стрэндж говорит Старку, что по-другому не могло быть, и исчезает.
Через 5 лет, Стрэндж, вместе с Паркером и Стражами материализуется на Титане и открывает портал на Землю, где он вместе с Вонгом и другими мастерами мистических искусств переносит Стражей Галактики, ваканданцев, асгардцев и Опустошителей через порталы на Землю, присоединяясь к финальной битве против альтернативной версии Таноса и его армии. Во время битвы, корабль Таноса случайно попадает в реку, в результате чего Стрэндж защищает поле битвы от затопления и намекает Старку, что единственный вариант победы на Таносом — это жертва Старка. После того, как Старк жертвует собой, чтобы победить Таноса, Стрэндж присутствует на его похоронах.

### Помощь Питеру Паркеру
Осенью 2024 года, к Доктору Стрэнджу обращается Питер Паркер и просит Стивена использовать магию, чтобы все забыли, что Человек-паук — это Питер Паркер. Стрэндж отказывается, поскольку у него нет Камня Времени, однако благодаря Вонгу, Стивен вспоминает про заклинание «Руны Коф-Кола», являющееся стандартным заклинанием забвения и предлагает использовать его. Стрэндж отводит Питера в крипту и начинает зачитывать заклинание. Питер 5 раз портит заклинание, в результате чего процесс выходит из под контроля, открывая Мультивселенную. Стрэндж, узнав, что Питер даже не позвонил в колледж, выгоняет его, и затем вычисляет Ящера из альтернативной вселенной в канализации и помещает в магическую камеру. Стивен перемещает Питера Паркера и обезвреженного Питером Доктора Отто Октавиуса в крипту, мгновенно помещая Октавиуса в камеру. Стрэндж объясняет Питеру, что из-за испорченного заклинания, многие из этих пришельцев прибыли из альтернативных вселенных, и что их нужно немедленно выловить и отправить обратно в их вселенные. Стивен прокачивает веб-шутеры Питера и приводит его друзей в Санктум Санкторум.
Через некоторое время, Стрэндж возвращается в крипту и помещает прибывшего Нормана Озборна в камеру. Стрэндж представляет кубический артефакт «Махина Ди Кадавус», с помощью которого он собирается отправить злодеев в их вселенные. Однако Питер, понимая, что Стрэндж отправляет их на верную смерть, отбирает куб у Стрэнджа и сбегает. Стрэндж перемещает Питера в зеркальное измерение и пытается отобрать куб, однако Паркер, используя геометрические познания, связывает Стивена паутиной, крадёт его двойное кольцо для телепортаций и оставляет Стивена в зеркальном измерении.
Через 12 часов, Нед Лидс с помощью двойного кольца Стрэнджа открывает портал, благодаря которому Стивен проникает обратно в мир. Стрэндж удивляется тому, что Паркеру удалось исправить некоторых злодеев и встречает двух альтернативных Питеров Паркеров, однако на него внезапно нападает Зелёный гоблин. Гоблин крадёт куб Стрэнджа и помещает в него тыквенную бомбу. Стрэндж, при помощи доктора Октавиуса возвращает куб, однако он взрывается. Стрэндж пытается закрыть разломы Мультивселенной, однако у него не выходит. Питер, разобравшись с Зелёным гоблином, узнаёт у Стрэнджа, что все, кто образовался в трещинах, появились в их вселенной только потому, что Питер в ней находится. Питер Паркер просит стереть его личность из памяти людей, чтобы закрыть трещины. Стрэндж правильно формирует заклинание, в результате чего трещины закрываются, все злодеи и их Питеры возвращаются в свои вселенные и все люди на Земле забывают Питера Паркера, в том числе и сам Стрэндж.

### Битва с Алой Ведьмой
Некоторое время спустя, Стрэндж начинает видеть сон, где он сражается с неким демоном и в попытках спасти девушку погибает от рук этого существа. Проснувшись, Стрэндж надевает костюм и посещает свадьбу Кристины Палмер, где он извиняется перед ней за своё прошлое поведение. Внезапно на Нью-Йорк нападает невидимое существо — межпространственный осьминог, стремящийся захватить девушку, которую Стивен видел во сне. Стрэндж с помощью Вонга убивает существо. Пытаясь выяснить, что происходит, девушка сообщает им, что Стивен видел не сон, а альтернативную реальность, где она и была той девушкой, убегавшей от демона. Она показывает Стивену и Вонгу труп альтернативной версии Стрэнджа («Защитника» Стрэнджа) и представляется Америкой Чавес. Чавес объясняет, что у неё есть способность путешествовать по Мультивселенной и что другие существа охотятся за её силой, включая Стивена Стрэнджа из её вселенной, который пытался забрать её силу, защищая её от осьминога. Стрэндж делает вывод, что он за ней явятся другие существа, и вспоминает о Ванде Максимофф.
Стрэндж встречается с Вандой и предлагает ей сотрудничество в защите Америки. Однако Ванда раскрывает, что овладев книгой «Даркхолд», она насылала на девушку демонов и стремится захватить её силы, чтобы вернуть своих детей Билли и Томми, которых она создала во время своего пребывания в Уэствью. Стрэндж отказывается отдать её Максимофф, поэтому Ванда нападает на Камар-Тадж. Стрэндж пытается уговорить её остановиться, однако она отказывается и атакует магов, прорывая щит. Стрэндж и Вонг уходят в глубь Камар-Таджа, и Ванда их настигает, выбравшись из ловушки Зеркального измерения. Она захватывает Чавес, и во время нападения срабатывают её силы, и она и Стрэндж убегают через портал, оставляя Вонга в плену у Максимофф. Максимофф начинает использовать заклинание «Даркхолда», известное как «Сомнамбула», чтобы найти версию Ванды с Билли и Томми в Мультивселенной и завладеть её телом.
Стрэндж и Чавес оказываются в альтернативной вселенной, обозначенной как «Земля-838», где их арестовывает Мордо из этой вселенной. Стрэндж встречает Палмер из этой вселенной, которая называет его Землю «Земля-616» и отвечает, что у них нет ничего общего. Мордо отводит Стрэнджа к команде «Иллюминаты», в состав которых входят Мордо, Капитан Пегги Картер, Чёрный Гром, Мария Рамбо, Рид Ричардс и Чарльз Ксавьер. Ричардс объясняет, что Стрэндж является более опасной угрозой для Мультивселенной, чем Ванда Максимофф. Ксавьер объясняет Стивену, что их версия Стрэнджа стала эгоистичной и безрассудной после использования «Даркхолда» для победы над их Таносом, что привело к тому, что Иллюминаты принимают решение его убить, сделав Мордо новым Верховным чародеем. Они предполагают, что все версии Стивена Стрэнджа опасны для Мультивселенной. Прибывает Максимофф и нападает на штаб-квартиру Иллюминатов, убивая их, однако Стрэндж, Чавес и Палмер сбегают. Трио входит в пространство между вселенными, куда они отправляются за книгой Вишанти, которую они намереваются использовать, чтобы победить Максимофф, однако она настигает их, и нападает на Чавес, которая открывает другой портал. Максимофф уничтожает книгу Вишанти, и отправляет Стрэнджа и Палмер в портал. Максимофф берёт Чавес в плен и начинает выкачивать её силу.
Стрэндж и Палмер попадают в почти разрушенную вселенную, где Стрэндж встречает ещё одну версию Стрэнджа, испорченную влиянием «Даркхолда». Стрэндж убивает Стрэнджа из этой вселенной и забирает его «Даркхолд», чтобы применить заклинание «Сомнамбула» и войти в мёртвое тело «Защитника» Стрэнджа и отправиться за Максимофф. Максимофф, при противостоянии с Чавес попадает во вселенную-838 и понимает, что её дети счастливы с Вандой-838, после чего она сбрасывает на себя и тело «Защитника» Стрэнджа престол Алой Ведьмы, уничтожая его. Стрэндж, Чавес и Вонг возвращаются на Землю-616, а Палмер-838 в свою вселенную. Чавес начинает тренироваться в Камар-Тадже. После этого Стрэндж чинит свои часы, и на прогулке у него открывается третий глаз, из-за использования «Даркхолда». Через некоторое время к Стивену обращается чародейка и открывает портал в Тёмное измерение, призывая его исправить вызванное им «сопряжение».

## Альтернативные версии
Доктор Стрэндж, озвученный и сыгранный Бенедиктом Камбербэтчем появляется в первом сезоне анимационного сериала «Disney+» «Что, если…?» (2021) и фильме «Доктор Стрэндж: В мультивселенной безумия» (2022) в виде нескольких альтернативных версий самого себя.

### «Верховный» Доктор Стрэндж

#### Уничтожение своей вселенной
В альтернативном 2016 году, Стрэндж отправляется вместе с доктором Кристиной Палмер на форум по нейрохирургии, однако они попадают в автокатастрофу, в которой Кристина Палмер погибает, однако Стрэндж не повреждает руки. Убитый горем Стрэндж ищет ответы в Камар-Тадже, где становится мастером мистических искусств. Узнав, что Камень Времени, содержащийся в Глазу Агамотто может управлять временем, Стивен возвращается в ту ночь и пытается предотвратить автокатастрофу, однако в любом из вариантов, Кристина погибает от различного вида обстоятельств. Появившаяся Древняя объясняет ему, что гибель Кристины Палмер — это «абсолютная точка во времени», которую нельзя изменить или предотвратить. Ведь если бы Кристина не погибла, Стрэндж не пошёл бы искать ответы в Камар-Тадже, не стал бы «Верховным чародеем» и не защитил бы Землю от вторжения правителя Тёмного измерения — Дормамму. Стрэндж отказывается её слушать и, используя Глаз, сбегает в Потерянную библиотеку Калиостро, где он встречает библиотекаря О’Бенга и узнаёт, что изменить «абсолютную точку во времени» можно только через поглощение магических существ. После столетий поглощения существ, Стивен узнаёт, что Древняя разделила его на две версии: первый Стрэндж изучает книги Калиостро, чтобы изменить «абсолютную точку во времени» и спасти Кристину, становясь при этом злой версией Стрэнджа («Верховным» Стрэнджем), а второй Стрэндж бросает это дело. «Верховный» Стрэндж находит свою вторую добрую половину и также поглощает и её, в результате чего ему удаётся воскресить Кристину, однако Вселенная начинает разрушаться. Стрэндж просит Наблюдателя о помощи, однако тот отказывает ему, в результате чего Вселенная полностью уничтожается, а Кристина снова погибает на руках Стрэнджа, оставляя последнего в одиночестве.

#### Встреча с Наблюдателем
В результате битвы с Альтроном, захватившим Мультивселенную, Наблюдатель перемещается в шар «Верховного» Стрэнджа, поскольку Вселенная Стрэнджа уничтожена и Альтрон его не найдёт, и просит Верховного Стрэнджа помочь ему одолеть Альтрона.

#### Спасение Мультивселенной
«Верховный» Стрэндж создаёт бар, на основе данных команды, а тем временем Наблюдатель приводит Капитана Картер, Звёздного Лорда Т’Чаллу, Киллмонгера, весельчака Тора и Гамору из их временных линий. Стрэндж объясняет команде, что Альтрон завладел Камнями Бесконечности, и что ключом к победе может быть попытка отнять у него эти Камни. Наблюдатель перемещает Стрэнджа и всю команду во вселенную, где нет жизни. Там Стрэндж с помощью магии прокачивает экипировку команды. В результате действий Тора, команду обнаруживает Альтрон и пытается уничтожить, однако у него не выходит из-за магии Стрэнджа. Команда разделяется, при этом Тор атакует Альтрона Мьёльниром. Стрэндж размножает молот, и фиксирует ими Альтрона. Затем команда отправляется во Вселенную Альтрона, а Стрэндж задерживает Альтрона, сбросив на него зомби. Во время битвы, Альтрон использует Камень Времени, однако Стрэндж, отменяет действие Камня Альтрона при помощи своего Камня Времени. Команда фиксирует Альтрона при помощи Стрэнджа и пытается уничтожить Камни при помощи «Крушителя Бесконечности», однако у них не выходит. Альтрон освобождается и продолжает борьбу с командой. Наташа Романофф и Капитан Картер побеждают Альтрона, введя в него разум Арнима Золы. После победы над Альтроном, Киллмонгер забирает его броню и сражается с ожившим Золой за Камни Бесконечности. Стрэндж понимает, что Наблюдатель имел ввиду просто отделить Камни от тела, запечатывает Киллмонгера и Золу в отдельной карманной Вселенной и остаётся вечно её охранять.

#### Встреча с Каххори
Через некоторое время после битвы за Мультивселенную, Стрэндж, спустя множества времени находит коренную девушку-ирокез Каххори, восхищаясь её способностью устанавливать мир между племенами и народами её реальности.

#### Попытка воскрешения своей вселенной
Стрэндж прибывает в альтернативную временную линию 1602 года, в котором застряла Капитан Картер. Он приводит её в свой Санктум Инфинитум и просит её помочь найти одну из убийц вселенных, которых он отлавливал и коллекционировал. Он отправляет Картер в одну из вселенных, после чего телепортирует Картер и сбежавшую Каххори в свой Санктум. Каххори раскрывает план Стрэнджа, который заключается в попытке восстановления реальности, которую Стрэндж уничтожил, с помощью версий альтернативных героев и злодеев, которые стали причиной уничтожения собственных реальностей. Картер освобождает убийц и убегает вместе с Каххори.
Стрэндж начинает отлавливать убийц и затем проникает в кузницу, где должно произойти восстановление. Он противостоит Картер и Каххори, пытаясь скинуть убийц в кузницу, однако Каххори всех спасает. Во время битвы с героинями демоническая сущность Стивена берёт верх над Стивеном и пытается убить героинь. С помощью Камней Бесконечности Картер побеждает Стрэнджа и пытается уговорить его оставить Кристину, однако Стрэндж отказывается и демоническая сущность вновь берёт верх над ним. Пытаясь сбросить Картер в кузницу, Стрэндж жертвует собой, удерживая с собой демона, и падает в кузницу, отчего та взрывается. Позже Наблюдатель заявляет, что Стрэндж смог восстановить свою реальность, но ценой своей жизни, в результате чего он никогда не родится в этой вселенной.

### Зомби-эпидемия
В альтернативном 2018 году, Доктор Стрэндж заражается квантовым вирусом и превращается в зомби вместе с другими Мстителями. Когда Брюс Бэннер совершает аварийную посадку в Санктум Санктуме, чтобы предупредить героев о прибытии Таноса, зомбированный Стрэндж, нападает на прибывших Кулла Обсидиана и Зоба вместе с заражёнными Вонгом и Тони Старком, и заражает их, однако его, вместе с другими заражёнными героями быстро убивает Хоуп ван Дайн при помощи плотоядных муравьёв.

### «Мультивселенная безумия»

Альтернативные версии Стивена Стрэнджа (слева направо): «Защитник» Стрэндж, Стрэндж с Земли-838 и «Зловещий» Стрэндж

#### «Защитник» Стрэндж
В пространстве между вселенными альтернативная версия персонажа с Земли-617, «Защитник» Стрэндж, защищает Америку Чавес от межпространственного демона, и стремится вместе с ней к Книге Вишанти. Однако они не успевают до неё добраться, их настигает демон и ранит Стрэнджа, заражая неким вирусом. Пытаясь его сдержать, Стрэндж, увидев, что девушка не может управлять своими способностями, решает забрать их и использовать для защиты от демона. В процессе изъятия сил, демон пронзает Стрэнджа, и захватывает Америку. В страхе, Чавес открывает портал на Землю-616, а полуживой Стрэндж обрубает нити демона, и умирает. Чавес отправляется в портал, захватывая с собой тело погибшего «Защитника» Стрэнджа. Позже, его тело было захвачено Доктором Стивеном Стрэнджем-616 для битвы с Вандой Максимофф / Алой Ведьмой, используя заклинание «Сомнамбула» с помощью книги «Даркхолд» из альтернативной реальности.

#### Земля-838
На Земле-838, Стивен Стрэндж создаёт совет и команду «Иллюминаты», чтобы решать самые серьёзные вопросы во вселенной. В процессе войны против галактического титана Таноса, ввиду своей эгоистичности и стремлению сделать всё в одиночку, Стрэндж в поисках силы обращается к книге «Даркхолд», и в поисках ответов в других вселенных, вызывает «сопряжение миров», что приводит к уничтожению одной из вселенных. В поисках ответов, Стрэндж, с помощью книги «Даркхолд» находит Книгу Вишанти, и использует её в битве с Таносом. Затем, Стрэндж перемещает Книгу Вишанти в пространство между вселенными и опечатывает проход к ней своими часами. После победы над Таносом, Иллюминаты принимают решение убить Стрэнджа, так как он представлял большую опасность для Мультивселенной, в процессе чего, Чёрный гром уничтожает Стрэнджа своим шёпотом. Однако на самой Земле-838, Стрэнджа почитают как героя, отдавшего жизнь в войне против Таноса.

#### «Зловещий» Стрэндж
В почти разрушенной «сопряжением» вселенной, Стивен Стрэндж-616 встречает альтернативную версию самого себя, разум которой захватил «Даркхолд». Данная версия Стрэнджа обыскала множество миров, чтобы найти такой, где они с Кристиной Палмер счастливо живут вместе, но не найдя такой, он решил «помочь» своим копиям из других миров, убивая их. Под влиянием книги «Даркхолд», у Стрэнджа открывается третий глаз, и повышается эгоистичность. В процессе разговора между друг другом, «Зловещий» Стрэндж предлагает Стрэнджу-616 прочитать книгу в обмен на Кристину Палмер, на что Стрэндж-616 отказывается. Возникает сражение магическими нотами, в результате чего, взрыв от добавленной ноты выбивает «Зловещего» Стрэнджа из полуразрушенного Санктум Санкторума на колья ограды, в результате чего он погибает.

## В других медиа
Доктор Стивен Стрэндж и Питер Паркер / Человек-паук упоминаются в фильме «Человек-паук: Паутина вселенных» (2023) Мигелем ОʼХарой / Человеком-пауком 2099, ссылающимся на действия Стивена и Паркера по взаимодействию с Мультивселенной в фильме «Человек-паук: Нет пути домой» (2021).

## Критика и наследие
Тодд Маккарти из The Hollywood Reporter сказал, что у фильма «Доктор Стрэндж» (2016) «умно подобранный актёрский состав», а Алонсо Дюральде в рецензии для TheWrap написал, что фильм «достаточно умён для привлечения великих британских актёров, чтобы предсказуемые темпы и жизненные уроки казались свежими и очаровательными». Мара Рейнштейн из US Weekly раскритиковала фильм, но похвалила Камбербэтча за его «манящие способности» в роли Стрэнджа. Адам Грэм из The Detroit News отметил, что «Камбербэтч дико харизматичен в главной роли». Журналистка Александра Морока из Comic Book Resources подчёркивала, что «у Стивена много хороших качеств, но нередко они затмеваются его самым большим недостатком — высокомерием».

## Награды
| Год  | Награда                              | Категория                            | Работа                                      | Результат | Прим.  |
| ---- | ------------------------------------ | ------------------------------------ | ------------------------------------------- | --------- | ------ |
| 2016 | Evening Standard British Film Awards | Лучший актер                         | «Доктор Стрэндж»                            | Номинация | [ 44 ] |
| 2016 | «Выбор критиков»                     | Лучший актёр в боевике               | «Доктор Стрэндж»                            | Номинация | [ 45 ] |
| 2017 | «Сатурн»                             | Лучший киноактёр                     | «Доктор Стрэндж»                            | Номинация | [ 46 ] |
| 2017 | Teen Choice Awards                   | Выбор актёра в фантастическом фильме | «Доктор Стрэндж»                            | Номинация | [ 47 ] |
| 2017 | Кинопремия журнала Empire            | Лучший научно-фантастический фильм   | «Доктор Стрэндж»                            | Номинация | [ 48 ] |
| 2023 | Суперпремия «Выбор критиков»         | Лучший актёр в супергеройском фильме | «Доктор Стрэндж: В мультивселенной безумия» | Номинация | [ 49 ] |

## Комментарии
1. ↑  В результате исчезновения Стрэнджа в фильме «Мстители: Война бесконечности» (2018), должность «Верховного» чародея занимает Вонг.
2. ↑  Данная информация упоминается Стрэнджем в фильме «Доктор Стрэндж: В мультивселенной безумия» (2022).
3. ↑  События фильма «Мстители» (2012).
4. ↑  Данная информация упоминается Древней в фильме «Мстители: Финал» (2019).
5. ↑  После событий фильма «Человек-паук: Нет пути домой» (2021)